# Francisco Vicente Viana
Francisco Vicente Viana, primeiro barão com grandeza do Rio de Contas, (Salvador, 17 de abril de 1754 – Salvador, 29 de abril de 1828) foi um juiz e político brasileiro.
Foi o último presidente da província da Bahia no Brasil Colônia e o primeiro do Brasil Império.

## Biografia
Nasceu na capital baiana, filho de Frutuoso Vicente Viana e Teresa de Jesus Gonçalves da Costa, onde fez seus estudos fundamentais. Precocemente habilitado, inexistindo no Brasil curso superior, foi enviado para a Universidade de Coimbra, onde se graduou em Direito em 1773, com apenas dezenove anos de idade.
No mesmo ano foi nomeado pela Coroa, através de Carta Régia, como juiz de fora e dos órfãos da Bahia (Salvador). Destacou-se no exercício da magistratura e, em 1779, foi nomeado ouvidor-geral e provedor da comarca da Bahia.
Em 1808 foi agraciado pelo Príncipe-regente D. João com o hábito de Cavaleiro da Ordem de Cristo.
No contexto do processo que culminou com Independência do Brasil, em 1821 foi eleito como Presidente da Junta Provisória de Governo da Bahia – cargo do qual logo teve de afastar-se, com o acirramento dos ânimos decorrentes da chegada a Salvador do brigadeiro Inácio Luís Madeira de Melo.
Consolidada a Independência, foi nomeado o primeiro governador da Bahia, no Império, cargo que ocupou por cerca de um ano. Após este mandato, voltou para a vida particular, cuidando dos negócios pessoais.

## Governo da Bahia
Proclamada a Independência, e tendo a Bahia se envolvido em sérias lutas até finalmente emancipar-se a 2 de julho de 1823, numa sucessão de batalhas (vide, neste sentido: Independência da Bahia), demorou-se ainda o estado a voltar à normalidade.
Embora na capital tenham-se os ânimos serenado mais rapidamente, o mesmo não se verificou no interior, onde brasileiros e portugueses continuaram em luta, sobretudo nos sertões das Vilas de Rio de Contas e Caetité, num ainda pouco estudado embate chamado de Mata-Maroto. 
Foi sob este estado de ânimos que assumiu o governo Francisco Viana, tendo como principal tarefa apaziguar a província. Nenhuma outra grande realização efetivamente legou, senão a de reestruturar uma administração praticamente desestruturada por cerca de dois anos de guerra. Neste afã tinha de controlar os focos revolucionários – pois então na Bahia havia em constante estado de confronto as correntes dos portugueses (defensores da condição do Brasil - colônia), dos brasileiros (defensores da independência e adversários dos primeiros) e, nesta última, algumas correntes belicosas como a dos federalistas (que defendiam a independência total da Bahia, onde se instalaria uma república) – dentre os quais o herói da guerra de independência, o major Silva Castro, avô de Castro Alves).
Silva Castro, apelidado de Periquitão, por haver organizado um dos mais valentes batalhões da guerra de independência, havia sido nomeado Comandante das Armas. Querido pelos seus comandados, mas temido pelos civis, é afastado do cargo. Em seu lugar é nomeado Felisberto Gomes Caldeira, seu amigo.
Uma vez no cargo, Felisberto Gomes Caldeira, tendo de enviar o Batalhão dos Periquitos para conter a Confederação do Equador em Pernambuco, afasta José Antônio da Silva Castro do comando do dito batalhão, por ser Silva Castro um republicano – e, assim, simpatizante com a revolução contra a qual deveria lutar. Mas, devido à popularidade do sentimento republicano e de Silva Castro no Batalhão dos Periquitos, Felisberto Gomes Caldeira é assassinado por soldados do grupo.
Como resposta, o governo do Barão do Rio de Contas puniu os assassinos, enforcando alguns e prendendo outros. Também foi preso Silva Castro e enviado ao Rio de Janeiro para ser julgado, uma vez que, com a sedição que se iniciara com o assassinato de Gomes Caldeira, retomara o controle do Batalhão dos Periquitos com a intenção de implantar na Bahia a Confederação do Equador. Neste particular pode-se dizer que a breve administração do Barão do Rio de Contas foi um sucesso – pois a província manteve-se fiel à unidade nacional.